# Le Pré obscur
 (juillet 2025).
Pour plus de détails, voir Fiche technique et Distribution.
Le Pré obscur (Μαύρο λιβάδι, Mavro livadi) est un film dramatique et romantique grec réalisé par Vardis Marinakis, et sorti en 2009.
Le film remporte le prix de la meilleure photographie aux Prix du cinéma hellénique et il est primé au Festival international du film de Bombay et au Festival du film européen de Séville (es).

## Synopsis
En 1654, dans la Grèce sous domination ottomane, un janissaire solitaire succombe à ses blessures à l'extérieur d'un monastère orthodoxe isolé réservé aux femmes. Les nonnes le recueillent et l'une d'entre elles, Areti, dotée de compétences médicales, le soigne avec l'aide d'une autre, la jeune et timide Anthi. Toutes deux sont fascinées par la présence d'un homme et, alors qu'il se rétablit, Areti entame une liaison avec lui, tandis qu'Anthi éprouve des émotions contradictoires. Apprenant qu'il s'agit d'un déserteur dont la tête est mise à prix, les nonnes réalisent qu'elles n'osent pas le cacher et en informent les autorités. Alors qu'un contingent de soldats arrive pour le récupérer, Anthi s'échappe avec lui et les deux s'enfuient. Dans les bois, un sombre secret est révélé. Anthi est en fait un garçon, qui a été caché dans le monastère pour éviter le devchirmé, l'enlèvement des enfants orthodoxes par les Ottomans pour en faire des recrues pour l'armée. D'abord dégoûté, le soldat tisse peu à peu des liens de camaraderie avec le jeune garçon, mais un jour, ils sont repris. Anthi est ramené au monastère, où Areti, enceinte, se pend par désespoir. Anthi s'enfuit et rejoint le janissaire qui a tué ses ravisseurs. Tous deux s'enfoncent à nouveau dans les bois,.

## Fiche technique
- Titre français : Le Pré obscur[5],[6]
- Titre original grec : Μαύρο λιβάδι, Mavro livadi
- Réalisation : Vardis Marinakis
- Scénario : Vardis Marinakis
- Photographie : Marcus Waterloo
- Montage : Yannis Chalkiadakis
- Musique : Dimitris Maramis
- Décors : Giorgos Georgiou
- Production : Giorgos Lykiardopoulos, Nikos Nikolettos, Marilia Stavridou
- Sociétés de production : Highway Productions, Centre du film grec, Lamisalia, 2/35, Nova
- Pays de production :  Grèce
- Langue originale : turc, grec
- Format : couleur
- Genres : film dramatique et romantique
- Durée : 104 minutes
- Date de sortie :
  - Grèce : 5 novembre 2009
  - France : 2 décembre 2009 (Panorama du film grec de Paris)

## Distribution
- Christos Passalis : le janissaire
- Sofia Georgovassili : Anthi
- Despina Bebedelli (el) : Igoumeni
- Maria Panouria : Pelagia
- Despina Kourti : Areti
- Evangelia Andreadaki (el) : Dorothea

## Production
Le film a été tourné dans les régions de l'Épire et de la Thessalie.